# کاکل‌فری شبانه

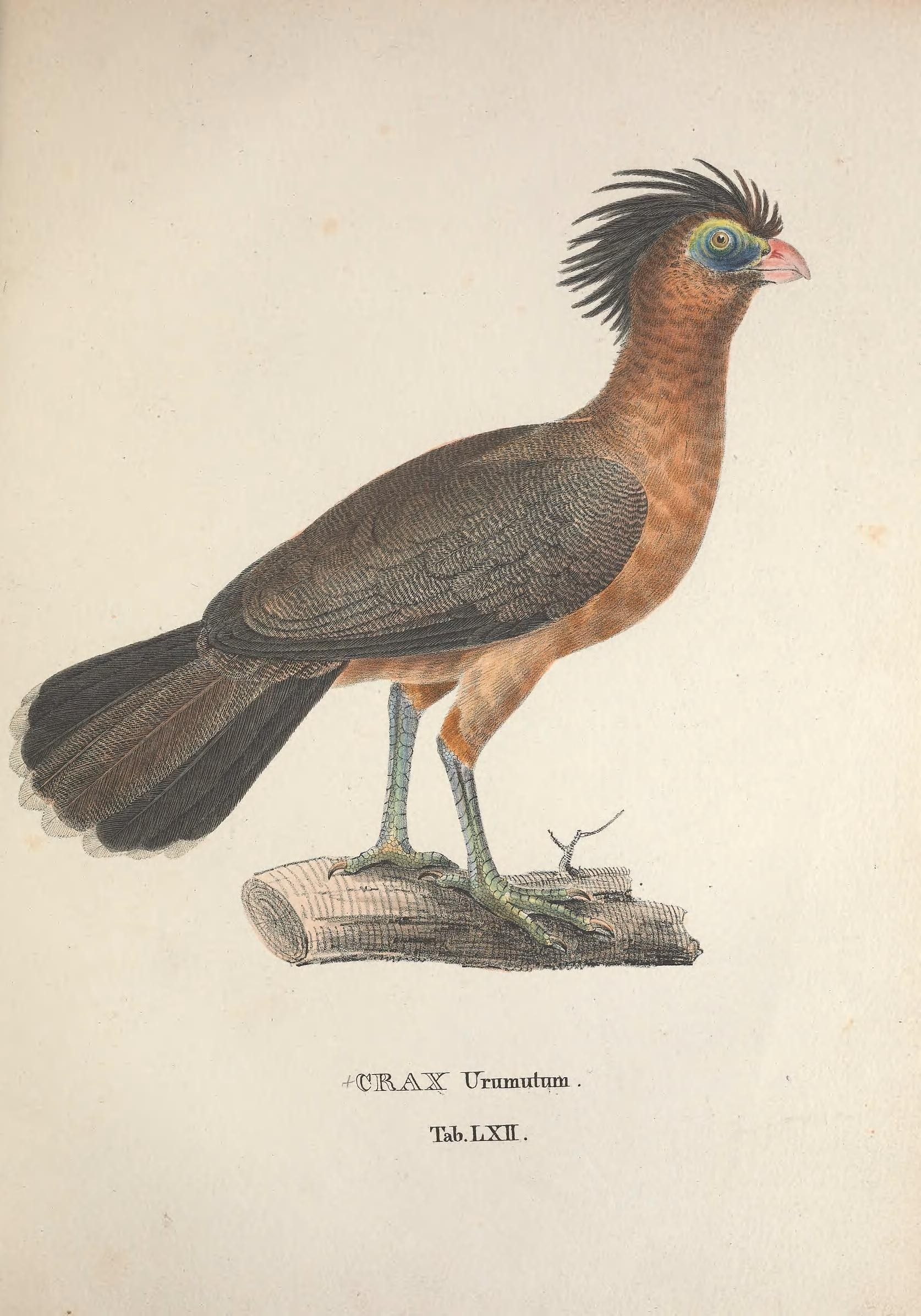
کاکل فری شبانه

کاکل‌فری شبانه (نام علمی: Nothocrax urumutum) نام یک گونه از زیرخانواده کاکل‌فریان است.